# أليسيو زيربين
أليسيو زيربين (مواليد 3 مارس 1999) هو لاعب كرة قدم إيطالي يلعب في مركز المهاجم في نادي فروسينوني.